# Атанасиос Гайтадзис
Атанасиос Теодору Гайтадзис (на гръцки: Αθανάσιος Γαϊτατζής или Γκαϊτατζής του Θεοδώρου) е гръцки адвокат и политик от XX век.

## Биография
Роден е в Сяр на 8 ноември 1914 година. От 1940 до 1955 година практикува право в родния си град. В периода 1955 - 1956 година е генерален секретар на Министерството на труда. През 1956 - 1957 година е заместник-министър (генерален секретар) на Северна Гърция. В същото време е бил заместник-председател на Социалния осигурителен институт.
През май 1955 година е назначен за префект на ном Еврос. От 1959 до 1962 година служи като номарх на Драма, след това на Кавала от 1962 до 1964 година, Закинтос от 1964 до 1965 година, Превеза от 17 юни 1965 година до 13 ноември 1965 година, Ахая от 1966 до 1967 година, Илия от май 1967 до 1968 година и на Солун от 1968 до 1970 година. Умира на 90-годишна възраст в Солун през 2004 година.